# Branchinella wellardi
Branchinella wellardi é uma espécie de crustáceo da família Thamnocephalidae.
É endémica da Austrália. 